# آنری دولیو
آنری دولیو (فرانسوی: Henri Dulieux‎; ۱۰ مهٔ ۱۸۹۷ – ۲۹ مهٔ ۱۹۸۲) شمشیرباز اهل فرانسه بود.
وی در مسابقات کشوری و بین‌المللی در مجموع برندهٔ ۱ مدال برنز شده‌است.